# Convocazioni per la Coppa d'Asia 2023
Elenco dei giocatori convocati da ciascuna nazionale partecipante alla Coppa d'Asia 2023.
L'età dei giocatori riportata è relativa al 12 gennaio 2024, data di inizio della manifestazione, il numero di presenze include tutte le gare precedenti l'inizio del torneo.
La   a fianco al nome del giocatore indica il capitano della nazionale.

## Gruppo A

### Qatar
Allenatore:   Tintín Márquez
Lista dei pre-convocati resa nota il 22 dicembre 2023. Il 30 dicembre Osamah Al-Tairi è stato escluso per infortunio e al suo posto è stato convocato Ismaeel Mohammad. Il 2 gennaio 2024 Mohammed Muntari è stato escluso per infortunio e al suo posto è stato convocato Khaled Mohammed. Lista dei convocati resa nota il 3 gennaio 2024.
| N. | Pos. | Giocatore           | Data nascita (età)          | Pres. | Reti | Squadra    |
| -- | ---- | ------------------- | --------------------------- | ----- | ---- | ---------- |
| 1  | P    | Saad Al Sheeb       | 19 febbraio 1990 (33 anni)  | 87    | -85  | Al-Sadd    |
| 2  | D    | Ró-Ró               | 6 agosto 1990 (33 anni)     | 94    | 1    | Al-Sadd    |
| 3  | D    | Almahdi Ali Mukhtar | 2 marzo 1992 (31 anni)      | 39    | 3    | Al-Wakrah  |
| 4  | C    | Mohammed Waad       | 18 settembre 1999 (24 anni) | 36    | 0    | Al-Sadd    |
| 5  | D    | Tarek Salman        | 5 dicembre 1997 (26 anni)   | 70    | 0    | Al-Sadd    |
| 6  | C    | Abdulaziz Hatem     | 28 ottobre 1990 (33 anni)   | 115   | 11   | Al-Rayyan  |
| 7  | A    | Ahmed Alaaeldin     | 31 gennaio 1993 (30 anni)   | 55    | 5    | Al-Gharafa |
| 8  | A    | Ali Assadalla       | 19 gennaio 1993 (30 anni)   | 69    | 12   | Al-Sadd    |
| 9  | A    | Yusuf Abdurisag     | 6 agosto 1999 (24 anni)     | 25    | 3    | Al-Sadd    |
| 10 | A    | Hassan Al-Haidos    | 11 dicembre 1990 (33 anni)  | 178   | 38   | Al-Sadd    |
| 11 | A    | Akram Afif          | 18 novembre 1996 (27 anni)  | 103   | 27   | Al-Sadd    |
| 12 | D    | Lucas Mendes        | 3 luglio 1990 (33 anni)     | 3     | 0    | Al-Wakrah  |
| 13 | C    | Khalid Muneer       | 24 febbraio 1998 (25 anni)  | 9     | 1    | Al-Wakrah  |
| 14 | D    | Homam Ahmed         | 25 agosto 1999 (24 anni)    | 48    | 3    | Al-Gharafa |
| 15 | C    | Bassam Al-Rawi      | 16 dicembre 1992 (31 anni)  | 65    | 2    | Al-Duhail  |
| 16 | D    | Boualem Khoukhi     | 7 settembre 1990 (33 anni)  | 114   | 21   | Al-Sadd    |
| 17 | A    | Ismaeel Mohammad    | 5 aprile 1990 (33 anni)     | 67    | 4    | Al-Duhail  |
| 18 | D    | Sultan Al-Brake     | 7 aprile 1996 (27 anni)     | 5     | 0    | Al-Duhail  |
| 19 | A    | Almoez Ali          | 19 agosto 1996 (27 anni)    | 104   | 50   | Al-Duhail  |
| 20 | A    | Ahmed Fatehi        | 25 gennaio 1993 (30 anni)   | 24    | 0    | Al-Arabi   |
| 21 | P    | Salah Zakaria       | 24 aprile 1999 (24 anni)    | 4     | -6   | Al-Duhail  |
| 22 | P    | Meshaal Barsham     | 14 febbraio 1998 (25 anni)  | 31    | -39  | Al-Sadd    |
| 23 | C    | Mostafa Meshaal     | 28 marzo 2002 (21 anni)     | 15    | 2    | Al-Sadd    |
| 24 | D    | Jassem Gaber        | 20 febbraio 2002 (21 anni)  | 13    | 0    | Al-Arabi   |
| 25 | A    | Ahmed Al-Ganehi     | 22 settembre 2000 (23 anni) | 2     | 0    | Al-Gharafa |
| 26 | A    | Khaled Mohammed     | 7 giugno 2000 (23 anni)     | 3     | 0    | Al-Duhail  |

### Cina
Allenatore:  Aleksandar Janković
Lista dei convocati resa nota il 12 dicembre 2023. Il 21 dicembre Nico Yennaris ha lasciato la squadra per motivi personali ed è stato sostituito da Xu Xin.
| N. | Pos. | Giocatore       | Data nascita (età)         | Pres. | Reti | Squadra           |
| -- | ---- | --------------- | -------------------------- | ----- | ---- | ----------------- |
| 1  | P    | Yan Junling     | 28 gennaio 1991 (32 anni)  | 54    | -66  | Shanghai Haigang  |
| 2  | D    | Tyias Browning  | 27 maggio 1994 (29 anni)   | 20    | 1    | Shanghai Haigang  |
| 3  | D    | Zhu Chenjie     | 23 agosto 2000 (23 anni)   | 22    | 1    | Shanghai Shenhua  |
| 4  | D    | Li Lei          | 30 maggio 1992 (31 anni)   | 11    | 0    | Beijing Guoan     |
| 5  | D    | Zhang Linpeng   | 9 maggio 1989 (34 anni)    | 100   | 6    | Shanghai Haigang  |
| 6  | C    | Wang Shangyuan  | 2 giugno 1993 (30 anni)    | 10    | 1    | Henan             |
| 7  | A    | Wu Lei          | 19 novembre 1991 (32 anni) | 89    | 32   | Shanghai Haigang  |
| 8  | C    | Xu Xin          | 19 aprile 1994 (29 anni)   | 7     | 1    | Shanghai Haigang  |
| 9  | A    | Zhang Yuning    | 5 gennaio 1997 (27 anni)   | 23    | 5    | Beijing Guoan     |
| 10 | A    | Xie Pengfei     | 29 giugno 1993 (30 anni)   | 12    | 0    | Wuhan San Zhen    |
| 11 | A    | Tan Long        | 1º aprile 1988 (35 anni)   | 15    | 2    | Changchun Yatai   |
| 12 | P    | Jian Tao        | 22 giugno 2001 (22 anni)   | 0     | 0    | Chengdu Rongcheng |
| 13 | D    | Xu Haofeng      | 27 gennaio 1999 (24 anni)  | 3     | 0    | svincolato        |
| 14 | P    | Wang Dalei      | 10 gennaio 1989 (35 anni)  | 30    | -22  | Shandong Taishan  |
| 15 | C    | Wu Xi           | 19 aprile 1994 (29 anni)   | 88    | 9    | Shanghai Shenhua  |
| 16 | C    | Gao Tianyi      | 1º luglio 1998 (25 anni)   | 4     | 0    | Beijing Guoan     |
| 17 | A    | Chen Pu         | 15 gennaio 1997 (26 anni)  | 7     | 0    | Shandong Taishan  |
| 18 | C    | Dai Weijun      | 25 luglio 1999 (24 anni)   | 10    | 0    | Shanghai Shenhua  |
| 19 | D    | Liu Yang        | 17 giugno 1995 (28 anni)   | 21    | 0    | Shandong Taishan  |
| 20 | A    | Wei Shihao      | 8 aprile 1995 (28 anni)    | 24    | 3    | Wuhan San Zhen    |
| 21 | A    | Liu Binbin      | 16 giugno 1993 (30 anni)   | 16    | 1    | Shandong Taishan  |
| 22 | D    | Wu Shaocong     | 20 marzo 2000 (23 anni)    | 6     | 0    | Gençlerbirliği    |
| 23 | A    | Lin Liangming   | 4 giugno 1997 (26 anni)    | 5     | 2    | Beijing Guoan     |
| 24 | D    | Jiang Shenglong | 24 dicembre 2000 (23 anni) | 4     | 0    | Shanghai Shenhua  |
| 25 | P    | Liu Dianzuo     | 25 giugno 1990 (33 anni)   | 3     | -3   | Wuhan San Zhen    |
| 26 | C    | Wang Qiuming    | 9 gennaio 1993 (31 anni)   | 4     | 1    | Tianjin Jinmen Hu |

### Tagikistan
Allenatore:  Petar Šegrt
Lista dei pre-convocati resa nota il 12 dicembre 2023. Lista dei convocati resa nota il 4 gennaio 2024. Il 12 gennaio 2024 Amirbek Çūraboev è stato escluso per infortunio e al suo posto è stato convocato Komron Tursunov.
| N. | Pos. | Giocatore             | Data nascita (età)          | Pres. | Reti | Squadra            |
| -- | ---- | --------------------- | --------------------------- | ----- | ---- | ------------------ |
| 1  | P    | Rustam Yatimov        | 13 luglio 1998 (25 anni)    | 35    | -36  | Istiklol           |
| 2  | D    | Zoir Džuraboev        | 16 settembre 1998 (25 anni) | 33    | 1    | Neftçi Baku        |
| 3  | D    | Tabrezi Davlatmir     | 6 giugno 1998 (25 anni)     | 25    | 0    | Istiklol           |
| 4  | D    | Kholmurod Nazarov     | 29 settembre 1992 (31 anni) | 3     | 0    | Ravšan             |
| 5  | D    | Manuchehr Safarov     | 31 maggio 2001 (22 anni)    | 30    | 0    | Neftçi Baku        |
| 6  | D    | Vakhdat Hannonov      | 25 luglio 2000 (23 anni)    | 25    | 2    | Persepolis         |
| 7  | C    | Parvizçon Umarbaev    | 1º novembre 1994 (29 anni)  | 41    | 9    | CSKA 1948 Sofia    |
| 8  | C    | Komron Tursunov       | 24 aprile 1996 (27 anni)    | 27    | 6    | Gokulam Kerala     |
| 9  | A    | Rustam Soirov         | 12 settembre 2002 (21 anni) | 11    | 2    | Lokomotiv Tashkent |
| 10 | C    | Ališer Džalilov       | 29 agosto 1993 (30 anni)    | 20    | 5    | Istiklol           |
| 11 | C    | Muhammadjon Rakhimov  | 15 ottobre 1998 (25 anni)   | 47    | 3    | Buxoro             |
| 12 | D    | Sodikdzhon Kurbonov   | 19 gennaio 2003 (20 anni)   | 2     | 0    | Istiklol           |
| 13 | C    | Amadoni Kamolov       | 16 gennaio 2003 (20 anni)   | 2     | 2    | Istiklol           |
| 14 | C    | Alisher Shukurov      | 30 marzo 2002 (21 anni)     | 1     | 0    | Kuktoš             |
| 15 | A    | Shervoni Mabatshoev   | 4 dicembre 2000 (23 anni)   | 15    | 3    | Istiklol           |
| 16 | P    | Daler Barotov         | 29 gennaio 1999 (24 anni)   | 2     | 0    | Istaravšan         |
| 17 | C    | Ekhson Pandzhshanbe   | 12 maggio 1999 (24 anni)    | 45    | 5    | Istiklol           |
| 18 | C    | Ruslan Chajlov        | 29 ottobre 2003 (20 anni)   | 2     | 0    | Tjumen'            |
| 19 | D    | Ahtam Nazarov         | 29 settembre 1992 (31 anni) | 78    | 5    | Istiklol           |
| 20 | C    | Alidžoni Ajni         | 6 agosto 2004 (19 anni)     | 10    | 0    | Krasnodar-2        |
| 21 | C    | Vaysiddin Safarov     | 15 ottobre 1996 (27 anni)   | 2     | 0    | SKA Pamir          |
| 22 | A    | Šachrom Samiev        | 8 febbraio 2001 (22 anni)   | 22    | 7    | Milsami Orhei      |
| 23 | P    | Mukhriddin Khasanov   | 23 settembre 2002 (21 anni) | 1     | 0    | Istiklol           |
| 24 | D    | Daler Imomnazarov     | 31 maggio 1995 (28 anni)    | 6     | 0    | Ėskhata Khujand    |
| 25 | A    | Nuriddin Khamrokulov  | 25 ottobre 1999 (24 anni)   | 12    | 1    | Regar-TadAZ        |
| 26 | A    | Mukhammadali Azizboev | 4 gennaio 2003 (21 anni)    | 2     | 0    | Khosilot Farkhor   |

### Libano
Allenatore:  Miodrag Radulović
Lista dei pre-convocati resa nota il 16 dicembre 2023. Lista dei convocati resa nota il 30 dicembre 2023. Il 6 gennaio 2024 Felix Michel Melki è stato escluso per infortunio e al suo posto è stato convocato Khalil Georges Khamis.
| N. | Pos. | Giocatore              | Data nascita (età)          | Pres. | Reti | Squadra       |
| -- | ---- | ---------------------- | --------------------------- | ----- | ---- | ------------- |
| 1  | P    | Mehdi Khalil           | 19 settembre 1991 (32 anni) | 56    | 0    | Al-Faisaly    |
| 2  | C    | Yahya El Hindi         | 24 settembre 1998 (25 anni) | 4     | 0    | Ansar         |
| 3  | D    | Maher Sabra            | 14 gennaio 1992 (31 anni)   | 20    | 1    | Nejmeh        |
| 4  | D    | Nour Mansour           | 22 ottobre 1989 (34 anni)   | 65    | 3    | Ahed          |
| 5  | D    | Nassar Nassar          | 1º gennaio 1992 (32 anni)   | 18    | 0    | Ansar         |
| 6  | D    | Hussein Zein           | 27 gennaio 1995 (28 anni)   | 30    | 0    | Ahed          |
| 7  | A    | Hassan Maatouk         | 10 agosto 1987 (36 anni)    | 116   | 23   | Ansar         |
| 8  | A    | Soony Saad             | 17 agosto 1992 (31 anni)    | 37    | 7    | Penang        |
| 9  | A    | Hilal El-Helwe         | 24 novembre 1994 (29 anni)  | 50    | 9    | Bourj         |
| 10 | C    | Mohamad Haidar         | 8 novembre 1989 (34 anni)   | 89    | 5    | Ahed          |
| 11 | A    | Omar Bugiel            | 3 gennaio 1994 (30 anni)    | 11    | 1    | AFC Wimbledon |
| 12 | D    | Alexander Michel Melki | 14 novembre 1992 (31 anni)  | 26    | 0    | Ansar         |
| 13 | D    | Khalil Georges Khamis  | 12 gennaio 1995 (29 anni)   | 3     | 0    | Ahed          |
| 14 | C    | Mouhammed-Ali Dhaini   | 1º marzo 1994 (29 anni)     | 26    | 0    | Ansar         |
| 15 | C    | Jihad Ayoub            | 30 marzo 1995 (28 anni)     | 13    | 0    | PSS Sleman    |
| 16 | C    | Walid Shour            | 10 giugno 1996 (27 anni)    | 22    | 0    | Ahed          |
| 17 | A    | Ali Al Haj             | 2 febbraio 2001 (22 anni)   | 13    | 1    | Ahed          |
| 18 | D    | Kassem El Zein         | 2 dicembre 1990 (33 anni)   | 40    | 1    | Nejmeh        |
| 19 | A    | Daniel Kuri            | 22 gennaio 1999 (24 anni)   | 6     | 0    | Atlante       |
| 20 | C    | Ali Tneich             | 16 luglio 1992 (31 anni)    | 16    | 1    | Ansar         |
| 21 | P    | Mostafa Matar          | 10 settembre 1995 (28 anni) | 22    | 0    | Ahed          |
| 22 | A    | Bassel Jradi           | 6 luglio 1993 (30 anni)     | 20    | 2    | Bangkok Utd   |
| 23 | P    | Ali Sabeh              | 24 giugno 1994 (29 anni)    | 9     | 0    | Nejmeh        |
| 24 | A    | Gabriel Bitar          | 23 agosto 1998 (25 anni)    | 3     | 0    | Vancouver FC  |
| 25 | C    | Hasan Srour            | 18 dicembre 2001 (22 anni)  | 9     | 0    | Ahed          |
| 26 | D    | Hassan Chaitou         | 16 giugno 1991 (32 anni)    | 19    | 0    | Safa          |

## Gruppo B

### Australia
Allenatore:  Graham Arnold
Lista dei convocati resa nota il 22 dicembre 2023.
| N. | Pos. | Giocatore          | Data nascita (età) | Pres. | Reti | Squadra           |
| -- | ---- | ------------------ | ------------------ | ----- | ---- | ----------------- |
| 1  | P    | Mathew Ryan        | 8 aprile 1992      | 86    | 0    | AZ Alkmaar        |
| 2  | D    | Thomas Deng        | 20 marzo 1997      | 3     | 0    | Albirex Niigata   |
| 3  | D    | Nathaniel Atkinson | 13 giugno 1999     | 8     | 0    | Hearts            |
| 4  | D    | Kye Rowles         | 24 giugno 1998     | 13    | 0    | Hearts            |
| 5  | D    | Jordan Bos         | 29 ottobre 2002    | 6     | 0    | Westerlo          |
| 6  | A    | Martin Boyle       | 25 aprile 1993     | 23    | 6    | Hibernian         |
| 7  | A    | Samuel Silvera     | 25 ottobre 2000    | 2     | 0    | Middlesbrough     |
| 8  | C    | Connor Metcalfe    | 5 novembre 1999    | 13    | 0    | St. Pauli         |
| 9  | A    | Bruno Fornaroli    | 7 settembre 1987   | 2     | 0    | Melbourne Victory |
| 10 | A    | Kusini Yengi       | 15 gennaio 1999    | 1     | 0    | Portsmouth        |
| 11 | A    | Marco Tilio        | 23 agosto 2001     | 7     | 0    | Celtic            |
| 12 | P    | Lawrence Thomas    | 9 maggio 1992      | 1     | 0    | Western Sydney    |
| 13 | C    | Aiden O'Neill      | 4 luglio 1998      | 7     | 0    | Standard Liegi    |
| 14 | C    | Riley McGree       | 2 novembre 1998    | 18    | 1    | Middlesbrough     |
| 15 | A    | Mitchell Duke      | 18 gennaio 1991    | 32    | 11   | Machida Zelvia    |
| 16 | D    | Aziz Behich        | 16 dicembre 1990   | 63    | 2    | Melbourne City    |
| 17 | C    | Keanu Baccus       | 7 giugno 1998      | 12    | 0    | St. Mirren        |
| 18 | P    | Joe Gauci          | 4 luglio 2000      | 1     | 0    | Adelaide Utd      |
| 19 | D    | Harry Souttar      | 22 ottobre 1998    | 21    | 10   | Leicester City    |
| 20 | D    | Lewis Miller       | 24 agosto 2000     | 4     | 0    | Hibernian         |
| 21 | D    | Cameron Burgess    | 21 ottobre 1995    | 3     | 0    | Ipswich Town      |
| 22 | C    | Jackson Irvine     | 7 marzo 1993       | 60    | 9    | St. Pauli         |
| 23 | A    | Craig Goodwin      | 16 dicembre 1991   | 20    | 2    | Al-Wahda          |
| 24 | C    | Patrick Yazbek     | 5 aprile 2002      | 0     | 0    | Viking            |
| 25 | D    | Gethin Jones       | 13 ottobre 1995    | 0     | 0    | Bolton            |
| 26 | A    | John Iredale       | 1º agosto 1999     | 0     | 0    | Wehen Wiesbaden   |

### Uzbekistan
Allenatore:  Srečko Katanec
Lista dei pre-convocati resa nota il 12 dicembre 2023. Lista dei convocati resa nota il 4 gennaio 2024. L'11 gennaio 2024 Husniddin Aliqulov è stato escluso per infortunio e al suo posto è stato convocato Shokhboz Umarov.
| N. | Pos. | Giocatore                | Data nascita (età)          | Pres. | Reti | Squadra           |
| -- | ---- | ------------------------ | --------------------------- | ----- | ---- | ----------------- |
| 1  | P    | O'tkir Yusupov           | 4 gennaio 1991 (33 anni)    | 21    | -18  | Navbahor Namangan |
| 2  | D    | Muhammadqodir Hamroliyev | 6 luglio 2001 (22 anni)     | 0     | 0    | Paxtakor          |
| 3  | D    | Xojiakbar Alijonov       | 19 aprile 1997 (26 anni)    | 32    | 1    | Paxtakor          |
| 4  | D    | Farruh Sayfiyev          | 17 gennaio 1991 (32 anni)   | 50    | 1    | Paxtakor          |
| 5  | D    | Rustam Ashurmatov        | 7 luglio 1996 (27 anni)     | 28    | 0    | Rubin             |
| 6  | C    | Diyor Xolmatov           | 22 luglio 2002 (21 anni)    | 15    | 0    | Paxtakor          |
| 7  | C    | Otabek Shukurov          | 22 giugno 1996 (27 anni)    | 61    | 7    | Fatih Karagümrük  |
| 8  | C    | Jamshid Iskanderov       | 16 ottobre 1993 (30 anni)   | 30    | 4    | Navbahor Namangan |
| 9  | C    | Odiljon Hamrobekov       | 13 febbraio 1996 (27 anni)  | 47    | 0    | Paxtakor          |
| 10 | C    | Jaloliddin Masharipov    | 1º settembre 1993 (30 anni) | 54    | 10   | Panserraïkos      |
| 11 | C    | Oston O'runov            | 13 febbraio 1996 (27 anni)  | 20    | 5    | Navbahor Namangan |
| 12 | P    | Abduvohid Ne'matov       | 20 marzo 2001 (22 anni)     | 7     | -6   | Nasaf Qarshi      |
| 13 | D    | Sherzod Nasrullaev       | 23 luglio 1998 (25 anni)    | 15    | 0    | Nasaf Qarshi      |
| 14 | C    | Jamshid Boltaboev        | 3 ottobre 1996 (27 anni)    | 1     | 0    | Navbahor Namangan |
| 15 | D    | Umar Eshmurodov          | 30 novembre 1992 (31 anni)  | 22    | 0    | Nasaf Qarshi      |
| 16 | P    | Botirali Ergashev        | 23 giugno 1995 (28 anni)    | 3     | -2   | AGMK Olmaliq      |
| 17 | A    | Bobur Abduholiqov        | 23 aprile 1997 (26 anni)    | 10    | 1    | Ordabasy          |
| 18 | D    | Abdulla Abdullaev        | 1º settembre 1997 (26 anni) | 14    | 0    | Khor Fakkan       |
| 19 | C    | Azizbek Turg'unboev      | 1º ottobre 1994 (29 anni)   | 24    | 2    | Paxtakor          |
| 20 | C    | Xojimat Erkinov          | 29 maggio 2001 (22 anni)    | 18    | 3    | Paxtakor          |
| 21 | A    | Igor Sergeyev            | 30 aprile 1993 (30 anni)    | 70    | 18   | BG Pathum Utd     |
| 22 | C    | Abbosbek Fayzullaev      | 3 ottobre 2003 (20 anni)    | 6     | 1    | CSKA Mosca        |
| 23 | C    | Shokhboz Umarov          | 9 marzo 1999 (24 anni)      | 4     | 0    | Ordabasy          |
| 24 | A    | Azizbek Amanov           | 30 ottobre 1997 (26 anni)   | 7     | 1    | Nasaf Qarshi      |
| 25 | D    | Abdukodir Khusanov       | 19 febbraio 2004 (19 anni)  | 7     | 0    | Lens              |
| 26 | D    | Zafarmurod Abdurahmatov  | 28 luglio 2003 (20 anni)    | 0     | 0    | Nasaf Qarshi      |

### Siria
Allenatore:  Héctor Cúper
Lista dei pre-convocati resa nota il 20 dicembre 2023. Lista dei convocati resa nota il 31 dicembre 2023. Il 2 gennaio 2024 Mardik Mardikian è stato escluso per infortunio e al suo posto è stato convocato Alaa Al Dali. Il 4 gennaio 2024 Mohammed Osman è stato escluso per infortunio e al suo posto è stato convocato Mouhamad Anez. Il 10 gennaio 2024 Mohammad Al Hallak è stato escluso per infortunio e al suo posto è stato convocato Mohammad Al-Marmour.
| N. | Pos. | Giocatore           | Data nascita (età) | Pres. | Reti | Squadra                 |
| -- | ---- | ------------------- | ------------------ | ----- | ---- | ----------------------- |
| 1  | P    | Ibrahim Alma        | 18 ottobre 1991    | 79    | 0    | Tishrin                 |
| 2  | D    | Aiham Ousou         | 9 gennaio 2000     | 0     | 0    | Häcken                  |
| 3  | D    | Moayad Ajan         | 16 febbraio 1993   | 65    | 1    | Al Jaish                |
| 4  | C    | Ezequiel Ham        | 10 gennaio 1994    | 3     | 0    | Independiente Rivadavia |
| 5  | D    | Omar Midani         | 26 gennaio 1994    | 60    | 1    | Al-Naser                |
| 6  | D    | Amro Jenyat         | 15 gennaio 1993    | 44    | 1    | Al-Karamah              |
| 7  | A    | Omar Kharbin        | 15 gennaio 1994    | 55    | 21   | Al-Wahda                |
| 8  | C    | Kamel Hmeisheh      | 23 luglio 1998     | 27    | 0    | Al-Ahli                 |
| 9  | A    | Alaa Al Dali        | 3 gennaio 1997     | 18    | 2    | Naft Maysan             |
| 10 | C    | Mohammad Al Marmour | 4 gennaio 1995     | 34    | 4    | Ahed                    |
| 11 | A    | Pablo Sabbag        | 11 giugno 1997     | 0     | 0    | Alianza Lima            |
| 12 | C    | Ammar Ramadan       | 5 gennaio 2001     | 7     | 0    | DAC Dunajská Streda     |
| 13 | D    | Thaer Krouma        | 2 febbraio 1990    | 33    | 1    | Al-Fotuwa               |
| 14 | C    | Mouhamad Anez       | 14 maggio 1995     | 28    | 1    | Al-Riffa                |
| 15 | D    | Khaled Kurdaghli    | 31 gennaio 1997    | 25    | 0    | Al-Wehdat               |
| 16 | C    | Elmar Abraham       | 1º marzo 1999      | 1     | 0    | Skövde AIK              |
| 17 | C    | Fahd Youssef        | 15 maggio 1987     | 39    | 7    | Al-Shorta               |
| 18 | C    | Jalil Elías         | 25 aprile 1996     | 0     | 0    | San Lorenzo             |
| 19 | D    | Muayad Al Khouli    | 16 ottobre 1993    | 14    | 0    | Al Jaish                |
| 20 | A    | Antonio Yakoub      | 12 giugno 2002     | 0     | 0    | Gefle                   |
| 21 | C    | Ibrahim Hesar       | 15 novembre 1993   | 3     | 0    | Belgrano                |
| 22 | P    | Ahmad Madania       | 1º gennaio 1990    | 22    | 0    | Jableh                  |
| 23 | P    | Taha Mosa           | 24 maggio 1987     | 6     | 0    | Al-Fotuwa               |
| 24 | D    | Abdul Rahman Oues   | 14 giugno 1998     | 13    | 0    | Athens Kallithea        |
| 25 | A    | Mahmoud Al Aswad    | 14 settembre 2003  | 0     | 0    | Al-Karamah              |
| 26 | P    | Maksim Sarraf       | 15 marzo 2005      | 0     | 0    | CSKA Mosca              |

### India
Allenatore:  Igor Štimac
Lista dei pre-convocati resa nota il 12 dicembre 2023. Lista dei convocati resa nota il 30 dicembre 2023.
| N. | Pos. | Giocatore             | Data nascita (età)          | Pres. | Reti | Squadra         |
| -- | ---- | --------------------- | --------------------------- | ----- | ---- | --------------- |
| 1  | P    | Gurpreet Singh Sandhu | 3 febbraio 1992 (31 anni)   | 67    | -76  | Bengaluru       |
| 2  | D    | Rahul Bheke           | 6 dicembre 1990 (33 anni)   | 24    | 1    | Mumbai City     |
| 3  | D    | Subashish Bose        | 18 agosto 1995 (28 anni)    | 35    | 0    | Mohun Bagan SG  |
| 4  | D    | Lalchungnunga         | 25 dicembre 2000 (23 anni)  | 1     | 0    | East Bengal     |
| 5  | D    | Sandesh Jhingan       | 21 luglio 1993 (30 anni)    | 61    | 5    | FC Goa          |
| 6  | D    | Akash Mishra          | 27 novembre 2001 (22 anni)  | 24    | 0    | Mumbai City     |
| 7  | C    | Anirudh Thapa         | 15 gennaio 1996 (27 anni)   | 54    | 6    | Mohun Bagan SG  |
| 8  | C    | Suresh Singh Wangjam  | 7 agosto 2000 (23 anni)     | 22    | 1    | Bengaluru       |
| 9  | A    | Manvir Singh          | 6 novembre 1995 (28 anni)   | 35    | 7    | Mohun Bagan SG  |
| 10 | C    | Brandon Fernandes     | 20 settembre 1994 (29 anni) | 22    | 0    | FC Goa          |
| 11 | A    | Sunil Chhetri         | 3 agosto 1984 (39 anni)     | 145   | 93   | Bengaluru       |
| 12 | A    | Liston Colaco         | 12 novembre 1998 (25 anni)  | 14    | 0    | Mohun Bagan SG  |
| 13 | P    | Vishal Kaith          | 22 luglio 1996 (27 anni)    | 4     | -3   | Mohun Bagan SG  |
| 14 | A    | Naorem Mahesh Singh   | 1º marzo 1999 (24 anni)     | 15    | 3    | East Bengal     |
| 15 | A    | Udanta Singh          | 14 giugno 1996 (27 anni)    | 45    | 2    | FC Goa          |
| 16 | A    | Rahul Kannoly Praveen | 16 marzo 2000 (23 anni)     | 6     | 0    | Kerala Blasters |
| 17 | A    | Lallianzuala Chhangte | 6 agosto 1997 (26 anni)     | 32    | 7    | Mumbai City     |
| 18 | C    | Sahal Abdul Samad     | 1º aprile 1997 (26 anni)    | 33    | 3    | Mohun Bagan SG  |
| 19 | C    | Lalengmawia           | 17 ottobre 2000 (23 anni)   | 13    | 0    | Mumbai City     |
| 20 | D    | Pritam Kotal          | 9 agosto 1993 (30 anni)     | 46    | 0    | Kerala Blasters |
| 21 | D    | Nikhil Poojari        | 3 settembre 1995 (28 anni)  | 21    | 1    | Hyderabad       |
| 22 | D    | Mehtab Singh          | 5 maggio 1998 (25 anni)     | 9     | 0    | Mumbai City     |
| 23 | P    | Amrinder Singh        | 27 maggio 1993 (30 anni)    | 13    | -13  | Odisha          |
| 24 | A    | Vikram Partap Singh   | 16 gennaio 2002 (21 anni)   | 0     | 0    | Mumbai City     |
| 25 | C    | Deepak Tangri         | 1º febbraio 1999 (24 anni)  | 0     | 0    | Mohun Bagan SG  |
| 26 | A    | Ishan Pandita         | 26 maggio 1998 (25 anni)    | 7     | 1    | Kerala Blasters |

## Gruppo C

### Iran
Allenatore:  Amir Ghalenoei
Lista dei pre-convocati resa nota il 31 dicembre 2023. Lista dei convocati resa nota il 2 gennaio 2024.
| N. | Pos. | Giocatore              | Data nascita (età)          | Pres. | Reti | Squadra         |
| -- | ---- | ---------------------- | --------------------------- | ----- | ---- | --------------- |
| 1  | P    | Alireza Beiranvand     | 21 settembre 1992 (31 anni) | 63    | 0    | Persepolis      |
| 2  | D    | Sadegh Moharrami       | 1º marzo 1996 (27 anni)     | 28    | 1    | Dinamo Zagabria |
| 3  | D    | Ehsan Hajsafi          | 25 febbraio 1990 (33 anni)  | 137   | 7    | AEK Atene       |
| 4  | D    | Shoja Khalilzadeh      | 14 maggio 1989 (34 anni)    | 34    | 1    | Tractor         |
| 5  | D    | Milad Mohammadi        | 29 settembre 1993 (30 anni) | 54    | 1    | AEK Atene       |
| 6  | C    | Saeid Ezatolahi        | 1º ottobre 1996 (27 anni)   | 60    | 1    | Vejle           |
| 7  | C    | Alireza Jahanbakhsh    | 11 agosto 1993 (30 anni)    | 76    | 15   | Feyenoord       |
| 8  | C    | Omid Ebrahimi          | 15 settembre 1987 (36 anni) | 58    | 1    | Al-Shamal       |
| 9  | A    | Mehdi Taremi           | 18 luglio 1992 (31 anni)    | 76    | 42   | Porto           |
| 10 | A    | Karim Ansarifard       | 3 aprile 1990 (33 anni)     | 100   | 29   | Omonia          |
| 11 | A    | Reza Asadi             | 17 gennaio 1996 (27 anni)   | 8     | 1    | Sepahan         |
| 12 | P    | Payam Niazmand         | 6 aprile 1995 (28 anni)     | 8     | 0    | Sepahan         |
| 13 | D    | Hossein Kanaanizadegan | 23 marzo 1994 (29 anni)     | 46    | 4    | Persepolis      |
| 14 | C    | Saman Ghoddos          | 6 settembre 1993 (30 anni)  | 42    | 3    | Brentford       |
| 15 | C    | Rouzbeh Cheshmi        | 24 luglio 1993 (30 anni)    | 31    | 3    | Esteghlal       |
| 16 | C    | Mehdi Torabi           | 10 settembre 1994 (29 anni) | 47    | 7    | Persepolis      |
| 17 | C    | Ali Gholizadeh         | 10 marzo 1996 (27 anni)     | 32    | 6    | Lech Poznań     |
| 18 | A    | Mehdi Ghayedi          | 5 dicembre 1998 (25 anni)   | 12    | 4    | Ittihad Kalba   |
| 19 | D    | Majid Hosseini         | 20 giugno 1996 (27 anni)    | 26    | 0    | Kayserispor     |
| 20 | A    | Sardar Azmoun          | 1º gennaio 1995 (29 anni)   | 75    | 49   | Roma            |
| 21 | C    | Mohammad Mohebi        | 20 dicembre 1998 (25 anni)  | 15    | 4    | Rostov          |
| 22 | P    | Hossein Hosseini       | 30 giugno 1992 (31 anni)    | 10    | 0    | Esteghlal       |
| 23 | C    | Ramin Rezaian          | 21 marzo 1990 (33 anni)     | 58    | 6    | Sepahan         |
| 24 | D    | Aria Yousefi           | 22 aprile 2002 (21 anni)    | 2     | 0    | Sepahan         |
| 25 | D    | Saman Fallah           | 12 maggio 2001 (22 anni)    | 2     | 0    | Gol Gohar       |
| 26 | A    | Shahriar Moghanlou     | 21 dicembre 1994 (29 anni)  | 6     | 2    | Sepahan         |

### Emirati Arabi Uniti
Allenatore:  Paulo Bento
Lista dei pre-convocati resa nota il 22 dicembre 2023. Lista dei convocati resa nota il 4 gennaio 2024. Il 13 gennaio 2024 Khaled Tawhid è stato escluso per infortunio e al suo posto è stato convocato Hassan Hamza.
| N. | Pos. | Giocatore          | Data nascita (età)          | Pres. | Reti | Squadra        |
| -- | ---- | ------------------ | --------------------------- | ----- | ---- | -------------- |
| 1  | P    | Ali Khasif         | 9 giugno 1987 (36 anni)     | 71    | 0    | Al-Jazira      |
| 2  | D    | Abdulla Idrees     | 16 agosto 1999 (24 anni)    | 7     | 0    | Al-Jazira      |
| 3  | D    | Zayed Sultan       | 11 aprile 2001 (22 anni)    | 3     | 0    | Al-Jazira      |
| 4  | D    | Khalid Al-Hashemi  | 18 marzo 1997 (26 anni)     | 9     | 0    | Al-Ain         |
| 5  | C    | Ali Salmeen        | 2 aprile 1995 (28 anni)     | 56    | 3    | Al-Wasl        |
| 6  | C    | Majid Rashid       | 16 maggio 2000 (23 anni)    | 13    | 0    | Sharjah        |
| 7  | A    | Ali Mabkhout       | 5 ottobre 1990 (33 anni)    | 113   | 84   | Al-Jazira      |
| 8  | C    | Tahnoon Al-Zaabi   | 10 aprile 1999 (24 anni)    | 22    | 1    | Al-Wahda       |
| 9  | A    | Ali Saleh          | 22 gennaio 2000 (23 anni)   | 32    | 3    | Al-Wasl        |
| 10 | A    | Fábio Lima         | 30 giugno 1993 (30 anni)    | 23    | 10   | Al-Wasl        |
| 11 | A    | Caio Canedo        | 9 agosto 1990 (33 anni)     | 36    | 9    | Al-Wasl        |
| 12 | D    | Khalifa Al Hammadi | 7 novembre 1998 (25 anni)   | 37    | 1    | Al-Jazira      |
| 13 | D    | Mohammed Al Attas  | 5 agosto 1997 (26 anni)     | 26    | 1    | Al-Jazira      |
| 14 | C    | Abdulla Hamad      | 18 settembre 2001 (22 anni) | 8     | 0    | Al-Wahda       |
| 15 | C    | Yahia Nader        | 11 settembre 1998 (25 anni) | 6     | 0    | Al-Ain         |
| 16 | C    | Mohammed Abbas     | 30 settembre 2002 (21 anni) | 2     | 0    | Al-Ain         |
| 17 | P    | Khalid Eisa        | 15 settembre 1989 (34 anni) | 70    | 0    | Al-Ain         |
| 18 | C    | Abdullah Ramadan   | 7 marzo 1998 (25 anni)      | 42    | 1    | Al-Jazira      |
| 19 | D    | Khaled Ibrahim     | 17 gennaio 1997 (26 anni)   | 11    | 0    | Sharjah        |
| 20 | A    | Yahya Al Ghassani  | 18 aprile 1998 (25 anni)    | 12    | 3    | Shabab Al-Ahli |
| 21 | A    | Hareb Abdullah     | 26 novembre 2002 (21 anni)  | 21    | 2    | Shabab Al-Ahli |
| 22 | P    | Hassan Hamza       | 10 novembre 1994 (29 anni)  | 0     | 0    | Shabab Al-Ahli |
| 23 | A    | Sultan Adil        | 4 maggio 2004 (19 anni)     | 6     | 1    | Ittihad Kalba  |
| 24 | D    | Ahmed Abdalla      | 16 gennaio 1999 (24 anni)   | 8     | 0    | Shabab Al-Ahli |
| 25 | D    | Abdulrahman Saleh  | 13 ottobre 2002 (21 anni)   | 0     | 0    | Al-Wasl        |
| 26 | D    | Bader Nasser       | 16 settembre 2001 (22 anni) | 4     | 0    | Shabab Al-Ahli |

### Palestina
Allenatore:  Makram Daboub
Lista dei convocati resa nota il 1º gennaio 2024.
| N. | Pos. | Giocatore         | Data nascita (età) | Pres. | Reti | Squadra                |
| -- | ---- | ----------------- | ------------------ | ----- | ---- | ---------------------- |
| 1  | P    | Amr Kaddoura      | 1º luglio 1994     | 3     | 0    | Landskrona BoIS        |
| 2  | D    | Mohammed Khalil   | 5 aprile 1998      | 12    | 0    | Hilal Al-Quds          |
| 3  | C    | Mohammed Bassim   | 29 gennaio 1995    | 36    | 2    | Bali Utd               |
| 4  | D    | Yaser Hamed       | 9 dicembre 1997    | 26    | 5    | NorthEast Utd          |
| 5  | D    | Mohammed Saleh    | 18 luglio 1993     | 26    | 0    | Al-Ittihad Alessandria |
| 6  | C    | Oday Kharoub      | 5 febbraio 1993    | 23    | 0    | Hilal Al-Quds          |
| 7  | D    | Mus'ab Al-Batat   | 12 novembre 1993   | 56    | 1    | Shabab Al-Dhahiriya    |
| 8  | A    | Alaaeddin Hassan  | 31 gennaio 2000    | 2     | 0    | Bnei Sakhnin           |
| 9  | C    | Tamer Seyam       | 25 novembre 1992   | 59    | 12   | PT Prachuap            |
| 10 | C    | Mahmoud Abu Warda | 31 maggio 1995     | 29    | 3    | Markaz Balata          |
| 11 | A    | Oday Dabbagh      | 3 dicembre 1998    | 29    | 10   | Charleroi              |
| 12 | D    | Camilo Saldaña    | 13 luglio 1999     | 4     | 0    | Unión San Felipe       |
| 13 | A    | Shehab Qunbar     | 10 agosto 1997     | 1     | 0    | Jabal Al-Mukaber       |
| 14 | C    | Samer Zubaida     | 26 aprile 2001     | 0     | 0    | Hilal Al-Quds          |
| 15 | D    | Michel Termanini  | 8 maggio 1998      | 9     | 1    | Kazma                  |
| 16 | P    | Naim Abuaker      | 20 gennaio 1995    | 1     | 0    | Shabab Al-Dhahiriya    |
| 17 | D    | Mousa Farawi      | 22 marzo 1998      | 14    | 0    | Hilal Al-Quds          |
| 18 | D    | Ameed Mahajneh    | 11 novembre 1996   | 1     | 0    | Hapoel Umm al-Fahm     |
| 19 | A    | Mahmoud Wadi      | 19 dicembre 1994   | 20    | 0    | Al-Mokawloon           |
| 20 | A    | Zaid Qunbar       | 4 settembre 2002   | 2     | 0    | Jabal Al-Mukaber       |
| 21 | C    | Islam Batran      | 1º ottobre 1994    | 27    | 5    | Hilal Al-Quds          |
| 22 | P    | Rami Hamadeh      | 24 marzo 1994      | 42    | 0    | Jabal Al-Mukaber       |
| 23 | C    | Ataa Jaber        | 3 ottobre 1994     | 6     | 0    | Neftçi Baku            |
| 24 | D    | Mahdi Issa        | 3 novembre 1998    | 0     | 0    | Jabal Al-Mukaber       |
| 25 | D    | Samer Jondi       | 27 settembre 1996  | 7     | 0    | Hilal Al-Quds          |
| 26 | P    | Baraa Kharoub     | 20 marzo 1998      | 0     | 0    | Markaz Balata          |

### Hong Kong
Allenatore:  Jørn Andersen
Lista dei pre-convocati resa nota il 19 dicembre 2023. Lista dei convocati resa nota il 26 dicembre 2023, con 25 giocatori. Il 1º gennaio 2024 Sean Tse è stato convocato come 26º giocatore.
| N. | Pos. | Giocatore          | Data nascita (età)          | Pres. | Reti | Squadra                |
| -- | ---- | ------------------ | --------------------------- | ----- | ---- | ---------------------- |
| 1  | P    | Yapp Hung Fai      | 21 marzo 1990 (33 anni)     | 88    | -118 | Eastern                |
| 2  | D    | Sean Tse           | 3 maggio 1992 (31 anni)     | 8     | 0    | Radcliffe FC           |
| 3  | D    | Oliver Gerbig      | 12 dicembre 1998 (25 anni)  | 1     | 0    | Kitchee                |
| 4  | D    | Vas Nuñez          | 22 novembre 1995 (28 anni)  | 8     | 0    | Guangxi Pingguo Haliao |
| 5  | D    | Hélio              | 31 gennaio 1986 (37 anni)   | 33    | 1    | Kitchee                |
| 6  | C    | Wu Chun Ming       | 21 novembre 1997 (26 anni)  | 15    | 0    | Lee Man                |
| 7  | D    | Law Tsz Chun       | 2 marzo 1997 (26 anni)      | 24    | 1    | Kitchee                |
| 8  | C    | Tan Chun Lok       | 15 gennaio 1996 (27 anni)   | 40    | 3    | Kitchee                |
| 9  | A    | Matt Orr           | 1º gennaio 1997 (27 anni)   | 17    | 3    | Guangxi Pingguo Haliao |
| 10 | C    | Wong Wai           | 17 settembre 1992 (31 anni) | 42    | 4    | Lee Man                |
| 11 | A    | Everton Camargo    | 25 maggio 2001 (22 anni)    | 4     | 4    | Lee Man                |
| 12 | C    | Lam Hin Ting       | 9 dicembre 1999 (24 anni)   | 1     | 0    | Southern District      |
| 13 | D    | Li Ngai Hoi        | 15 ottobre 1994 (29 anni)   | 7     | 0    | H.K. Rangers           |
| 14 | A    | Poon Pui Hin       | 3 ottobre 2000 (23 anni)    | 6     | 2    | Kitchee                |
| 15 | C    | Chang Hei Yin      | 6 aprile 2000 (23 anni)     | 3     | 0    | Lee Man                |
| 16 | C    | Chan Siu Kwan      | 1º agosto 1992 (31 anni)    | 16    | 3    | Tai Po                 |
| 17 | D    | Chan Shinichi      | 5 settembre 2002 (21 anni)  | 9     | 1    | Kitchee                |
| 18 | P    | Ng Wai Him         | 30 giugno 2002 (21 anni)    | 0     | 0    | Southern District      |
| 19 | P    | Tse Ka Wing        | 4 settembre 1999 (24 anni)  | 4     | -7   | Tai Po                 |
| 20 | A    | Michael Udebuluzor | 1º aprile 2004 (19 anni)    | 5     | 2    | Ingolstadt 04 II       |
| 21 | D    | Yue Tze Nam        | 12 maggio 1998 (25 anni)    | 15    | 0    | Meizhou Kejia          |
| 22 | C    | Yu Joy Yin         | 8 ottobre 2001 (22 anni)    | 2     | 0    | Eastern                |
| 23 | D    | Sun Ming Him       | 19 giugno 2000 (23 anni)    | 22    | 2    | Eastern                |
| 24 | C    | Ju Yingzhi         | 24 luglio 1987 (36 anni)    | 44    | 3    | Southern District      |
| 25 | A    | Stefan Pereira     | 16 aprile 1988 (35 anni)    | 0     | 0    | Southern District      |
| 26 | A    | Juninho            | 11 dicembre 1990 (33 anni)  | 0     | 0    | Kitchee                |

## Gruppo D

### Giappone
Allenatore:  Hajime Moriyasu
Lista dei convocati resa nota il 1º gennaio 2024.
| N. | Pos. | Giocatore             | Data nascita (età)         | Pres. | Reti | Squadra              |
| -- | ---- | --------------------- | -------------------------- | ----- | ---- | -------------------- |
| 1  | P    | Daiya Maekawa         | 8 settembre 1994 (29 anni) | 1     | 0    | Vissel Kōbe          |
| 2  | D    | Yukinari Sugawara     | 28 giugno 2000 (23 anni)   | 9     | 1    | AZ Alkmaar           |
| 3  | D    | Shōgo Taniguchi       | 15 luglio 1991 (32 anni)   | 24    | 1    | Al-Rayyan            |
| 4  | D    | Kō Itakura            | 27 gennaio 1997 (26 anni)  | 22    | 1    | Borussia M'gladbach  |
| 5  | C    | Hidemasa Morita       | 10 maggio 1995 (28 anni)   | 28    | 2    | Sporting Lisbona     |
| 6  | C    | Wataru Endō           | 9 febbraio 1993 (30 anni)  | 55    | 2    | Liverpool            |
| 7  | C    | Kaoru Mitoma          | 20 maggio 1997 (26 anni)   | 18    | 7    | Brighton             |
| 8  | C    | Takumi Minamino       | 16 gennaio 1995 (28 anni)  | 52    | 18   | Monaco               |
| 9  | A    | Ayase Ueda            | 28 agosto 1998 (25 anni)   | 19    | 7    | Feyenoord            |
| 10 | C    | Ritsu Dōan            | 16 giugno 1998 (25 anni)   | 42    | 7    | Friburgo             |
| 11 | A    | Mao Hosoya            | 7 settembre 2001 (22 anni) | 4     | 1    | Kashiwa Reysol       |
| 12 | P    | Taishi Brandon Nozawa | 25 dicembre 2002 (21 anni) | 0     | 0    | FC Tokyo             |
| 13 | C    | Keito Nakamura        | 28 luglio 2000 (23 anni)   | 5     | 5    | Stade Reims          |
| 14 | C    | Jun'ya Itō            | 9 marzo 1993 (30 anni)     | 51    | 13   | Stade Reims          |
| 15 | D    | Kōki Machida          | 25 agosto 1997 (26 anni)   | 6     | 0    | Union Saint-Gilloise |
| 16 | D    | Seiya Maikuma         | 16 ottobre 1997 (26 anni)  | 4     | 0    | Cerezo Osaka         |
| 17 | C    | Reo Hatate            | 21 novembre 1997 (26 anni) | 5     | 0    | Celtic               |
| 18 | A    | Takuma Asano          | 10 novembre 1994 (29 anni) | 48    | 9    | Bochum               |
| 19 | D    | Yūta Nakayama         | 16 febbraio 1997 (26 anni) | 20    | 0    | Huddersfield Town    |
| 20 | C    | Takefusa Kubo         | 4 giugno 2001 (22 anni)    | 29    | 3    | Real Sociedad        |
| 21 | D    | Hiroki Itō            | 1º luglio 1999 (24 anni)   | 13    | 1    | Stoccarda            |
| 22 | D    | Takehiro Tomiyasu     | 5 novembre 1998 (25 anni)  | 37    | 1    | Arsenal              |
| 23 | P    | Zion Suzuki           | 21 agosto 2002 (21 anni)   | 4     | 0    | Sint-Truiden         |
| 24 | D    | Tsuyoshi Watanabe     | 5 febbraio 1997 (26 anni)  | 2     | 0    | Gent                 |
| 25 | A    | Daizen Maeda          | 20 ottobre 1997 (26 anni)  | 13    | 3    | Celtic               |
| 26 | C    | Kaishū Sano           | 30 dicembre 2000 (23 anni) | 2     | 0    | Kashima Antlers      |

### Indonesia
Allenatore:  Shin Tae-yong
Lista dei pre-convocati resa nota il 19 dicembre 2023. Lista dei convocati resa nota il 4 gennaio 2024. L'11 gennaio 2024 Saddil Ramdani è stato escluso e al suo posto è stato convocato Adam Alis. Il 14 gennaio 2024 Syahrul Trisna è stato escluso per infortunio e al suo posto è stato convocato Nadeo Argawinata.
| N. | Pos. | Giocatore          | Data nascita (età)          | Pres. | Reti | Squadra            |
| -- | ---- | ------------------ | --------------------------- | ----- | ---- | ------------------ |
| 1  | P    | Muhammad Riyandi   | 3 gennaio 2000 (24 anni)    | 5     | 0    | Persis Solo        |
| 2  | C    | Yakob Sayuri       | 22 settembre 1997 (26 anni) | 14    | 2    | PSM Makassar       |
| 3  | D    | Elkan Baggott      | 23 ottobre 2002 (21 anni)   | 19    | 2    | Ipswich Town       |
| 4  | D    | Jordi Amat         | 21 marzo 1992 (31 anni)     | 10    | 1    | Johor Darul Ta'zim |
| 5  | D    | Rizky Ridho        | 21 novembre 2001 (22 anni)  | 27    | 3    | Persija            |
| 6  | D    | Sandy Walsh        | 14 marzo 1995 (28 anni)     | 4     | 0    | Malines            |
| 7  | C    | Marselino Ferdinan | 9 settembre 2004 (19 anni)  | 14    | 2    | Deinze             |
| 8  | C    | Witan Sulaeman     | 8 ottobre 2001 (22 anni)    | 35    | 9    | Bhayangkara        |
| 9  | A    | Dimas Drajad       | 30 marzo 1997 (26 anni)     | 11    | 6    | Persikabo Bogor    |
| 10 | C    | Egy Maulana        | 7 luglio 2000 (23 anni)     | 21    | 8    | Dewa Utd           |
| 11 | A    | Rafael Struick     | 27 marzo 2003 (20 anni)     | 4     | 0    | ADO Den Haag       |
| 12 | D    | Pratama Arhan      | 21 dicembre 2001 (22 anni)  | 36    | 3    | Tokyo Verdy        |
| 13 | D    | Edo Febriansah     | 25 luglio 1997 (26 anni)    | 13    | 0    | Persib             |
| 14 | D    | Asnawi Mangkualam  | 4 ottobre 1999 (24 anni)    | 36    | 1    | Jeonnam Dragons    |
| 15 | C    | Ricky Kambuaya     | 5 maggio 1996 (27 anni)     | 32    | 5    | Dewa Utd           |
| 16 | A    | Hokky Caraka       | 21 agosto 2004 (19 anni)    | 3     | 2    | PSS Sleman         |
| 17 | C    | Adam Alis          | 19 dicembre 1993 (30 anni)  | 9     | 1    | Borneo             |
| 18 | A    | Ramadhan Sananta   | 27 novembre 2002 (21 anni)  | 7     | 4    | Persis Solo        |
| 19 | D    | Wahyu Prasetyo     | 21 marzo 1998 (25 anni)     | 1     | 0    | PSIS Semarang      |
| 20 | D    | Shayne Pattynama   | 11 agosto 1998 (25 anni)    | 5     | 1    | Viking             |
| 21 | P    | Ernando Ari        | 27 febbraio 2002 (21 anni)  | 5     | 0    | Persebaya Surabaya |
| 22 | A    | Dendy Sulistyawan  | 12 ottobre 1996 (27 anni)   | 16    | 5    | Bhayangkara        |
| 23 | C    | Marc Klok          | 20 aprile 1993 (30 anni)    | 18    | 4    | Persib             |
| 24 | C    | Ivar Jenner        | 10 gennaio 2004 (20 anni)   | 2     | 0    | Utrecht            |
| 25 | D    | Justin Hubner      | 14 settembre 2003 (20 anni) | 0     | 0    | Wolverhampton      |
| 26 | P    | Nadeo Argawinata   | 9 marzo 1997 (26 anni)      | 24    | 0    | Borneo             |

### Iraq
Allenatore:  Jesús Casas
Lista dei convocati resa nota il 27 dicembre 2023. Il 1º gennaio 2024 Amjad Attwan è stato sostituito per infortunio da Akam Hashim.
| N. | Pos. | Giocatore         | Data nascita (età)         | Pres. | Reti | Squadra                |
| -- | ---- | ----------------- | -------------------------- | ----- | ---- | ---------------------- |
| 1  | P    | Fahad Talib       | 21 ottobre 1994 (29 anni)  | 18    | -19  | Sanat Naft             |
| 2  | D    | Rebin Sulaka      | 12 aprile 1992 (31 anni)   | 25    | 0    | Brommapojkarna         |
| 3  | D    | Hussein Ali       | 1º marzo 2002 (21 anni)    | 4     | 0    | Heerenveen             |
| 4  | D    | Saad Natiq        | 27 gennaio 1997 (26 anni)  | 33    | 0    | Abha                   |
| 5  | D    | Frans Dhia Putros | 14 luglio 1993 (30 anni)   | 14    | 0    | Port                   |
| 6  | D    | Ali Adnan         | 19 dicembre 1993 (30 anni) | 90    | 7    | Mes Rafsanjan          |
| 7  | C    | Youssef Amyn      | 21 agosto 2003 (20 anni)   | 2     | 1    | Eintracht Braunschweig |
| 8  | C    | Ibrahim Bayesh    | 1º maggio 2000 (23 anni)   | 46    | 6    | Al-Quwa Al-Jawiya      |
| 9  | A    | Ali Al-Hamadi     | 1º marzo 2002 (21 anni)    | 11    | 3    | AFC Wimbledon          |
| 10 | A    | Mohanad Ali       | 20 giugno 2000 (23 anni)   | 40    | 18   | Al-Shorta              |
| 11 | C    | Zidane Iqbal      | 27 maggio 2003 (20 anni)   | 4     | 0    | Utrecht                |
| 12 | P    | Jalal Hasan       | 18 maggio 1998 (25 anni)   | 72    | -47  | Al-Zawraa              |
| 13 | C    | Bashar Resan      | 22 dicembre 1996 (27 anni) | 59    | 4    | Qatar SC               |
| 14 | C    | Akam Hashim       | 16 agosto 1998 (25 anni)   | 0     | 0    | Erbil                  |
| 15 | D    | Allan Mohideen    | 11 novembre 1993 (30 anni) | 2     | 0    | svincolato             |
| 16 | C    | Amir Al-Ammari    | 27 luglio 1997 (26 anni)   | 23    | 1    | Halmstad               |
| 17 | C    | Ali Jasim         | 20 gennaio 2004 (19 anni)  | 4     | 0    | Al-Quwa Al-Jawiya      |
| 18 | A    | Ayman Hussein     | 22 marzo 1996 (27 anni)    | 68    | 17   | Al-Quwa Al-Jawiya      |
| 19 | C    | Danilo Al-Saed    | 24 febbraio 1999 (24 anni) | 2     | 0    | Sandefjord             |
| 20 | C    | Osama Rashid      | 17 gennaio 1992 (31 anni)  | 29    | 1    | Vizela                 |
| 21 | C    | Ahmad Allée       | 29 aprile 1996 (27 anni)   | 3     | 0    | Rouen                  |
| 22 | P    | Ahmed Basil       | 19 agosto 1996 (27 anni)   | 2     | -2   | Al-Shorta              |
| 23 | D    | Merchas Doski     | 7 dicembre 1999 (24 anni)  | 9     | 0    | Slovácko               |
| 24 | D    | Zaid Tahseen      | 29 gennaio 2001 (22 anni)  | 4     | 0    | Al-Talaba              |
| 25 | D    | Ahmed Yahya       | 27 maggio 1997 (26 anni)   | 3     | 0    | Al-Shorta              |
| 26 | C    | Montader Madjed   | 24 aprile 2005 (18 anni)   | 0     | 0    | Hammarby               |

### Vietnam
Allenatore:  Philippe Troussier
Lista dei pre-convocati resa nota il 25 dicembre 2023. Lista dei convocati resa nota il 4 gennaio 2024; lo stesso giorno Nguyễn Hoàng Đức è stato sostituito per infortunio da Nguyễn Văn Trường. Il 12 gennaio 2024 Triệu Việt Hưng è stato sostituito da Lê Ngọc Bảo.
| N. | Pos. | Giocatore          | Data nascita (età)          | Pres. | Reti | Squadra    |
| -- | ---- | ------------------ | --------------------------- | ----- | ---- | ---------- |
| 1  | P    | Filip Nguyen       | 14 settembre 1992 (31 anni) | 0     | 0    | CAHN       |
| 2  | D    | Đỗ Duy Mạnh        | 29 settembre 1996 (27 anni) | 55    | 1    | Hà Nội     |
| 3  | D    | Võ Minh Trọng      | 1º marzo 2002 (21 anni)     | 4     | 0    | Bình Dương |
| 4  | D    | Hồ Tấn Tài         | 6 novembre 1997 (26 anni)   | 23    | 4    | CAHN       |
| 5  | D    | Giáp Tuấn Dương    | 7 settembre 2002 (21 anni)  | 3     | 0    | CAHN       |
| 6  | D    | Nguyễn Thanh Bình  | 2 novembre 2000 (23 anni)   | 16    | 1    | Viettel    |
| 7  | D    | Phạm Xuân Mạnh     | 27 marzo 1996 (27 anni)     | 5     | 0    | Hà Nội     |
| 8  | C    | Đỗ Hùng Dũng       | 8 settembre 1993 (30 anni)  | 37    | 1    | Hà Nội     |
| 9  | A    | Nguyễn Văn Toàn    | 12 aprile 1996 (27 anni)    | 57    | 7    | Nam Định   |
| 10 | A    | Phạm Tuấn Hải      | 19 maggio 1998 (25 anni)    | 24    | 4    | Hà Nội     |
| 11 | A    | Nguyễn Tuấn Anh    | 16 maggio 1995 (28 anni)    | 40    | 1    | HAGL       |
| 12 | D    | Phan Tuấn Tài      | 7 gennaio 2001 (23 anni)    | 8     | 0    | Viettel    |
| 13 | C    | Trương Tiến Anh    | 25 aprile 1999 (24 anni)    | 6     | 0    | Viettel    |
| 14 | A    | Nguyễn Văn Trường  | 9 ottobre 2003 (20 anni)    | 1     | 0    | Hà Nội     |
| 15 | A    | Nguyễn Đình Bắc    | 19 agosto 2004 (19 anni)    | 5     | 1    | Quảng Nam  |
| 16 | C    | Nguyễn Thái Sơn    | 13 luglio 2003 (20 anni)    | 6     | 0    | Thanh Hóa  |
| 17 | D    | Vũ Văn Thanh       | 14 aprile 1996 (27 anni)    | 44    | 5    | CAHN       |
| 18 | C    | Nguyễn Hai Long    | 27 agosto 2000 (23 anni)    | 1     | 0    | Hà Nội     |
| 19 | C    | Nguyễn Quang Hải   | 12 aprile 1997 (26 anni)    | 56    | 10   | CAHN       |
| 20 | D    | Bùi Hoàng Việt Anh | 1º gennaio 1999 (25 anni)   | 15    | 0    | CAHN       |
| 21 | P    | Nguyễn Đình Triệu  | 4 novembre 1991 (32 anni)   | 2     | -1   | Hải Phòng  |
| 22 | A    | Khuất Văn Khang    | 11 maggio 2003 (20 anni)    | 8     | 1    | Viettel    |
| 23 | P    | Nguyễn Văn Việt    | 12 luglio 2002 (21 anni)    | 1     | -1   | SLNA       |
| 24 | A    | Nguyễn Văn Tùng    | 2 giugno 2001 (22 anni)     | 3     | 0    | Hà Nội     |
| 25 | C    | Lê Phạm Thành Long | 5 giugno 1996 (27 anni)     | 1     | 0    | CAHN       |
| 26 | D    | Lê Ngọc Bảo        | 27 marzo 1998 (25 anni)     | 1     | 0    | Bình Định  |

## Gruppo E

### Corea del Sud
Allenatore:  Jürgen Klinsmann
Lista dei preconvocati resa nota il 18 dicembre 2023. Lista dei convocati resa nota il 28 dicembre 2023.
| N. | Pos. | Giocatore        | Data nascita (età)          | Pres. | Reti | Squadra             |
| -- | ---- | ---------------- | --------------------------- | ----- | ---- | ------------------- |
| 1  | P    | Kim Seung-gyu    | 30 settembre 1990 (33 anni) | 81    | -59  | Al-Shabab           |
| 2  | D    | Lee Ki-je        | 9 luglio 1991 (32 anni)     | 9     | 0    | Suwon Bluewings     |
| 3  | D    | Kim Jin-su       | 13 giugno 1992 (31 anni)    | 69    | 2    | Jeonbuk Hyundai     |
| 4  | D    | Kim Min-Jae      | 15 novembre 1996 (27 anni)  | 56    | 4    | Bayern Monaco       |
| 5  | C    | Park Yong-woo    | 10 settembre 1993 (30 anni) | 6     | 0    | Al-Ain              |
| 6  | C    | Hwang In-beom    | 20 settembre 1996 (27 anni) | 50    | 5    | Stella Rossa        |
| 7  | A    | Son Heung-min    | 8 luglio 1992 (31 anni)     | 117   | 41   | Tottenham           |
| 8  | C    | Hong Hyun-seok   | 16 giugno 1999 (24 anni)    | 2     | 0    | Gent                |
| 9  | A    | Cho Gue-sung     | 25 gennaio 1998 (25 anni)   | 28    | 7    | Midtjylland         |
| 10 | C    | Lee Jae-sung     | 10 agosto 1992 (31 anni)    | 75    | 9    | Magonza             |
| 11 | A    | Hwang Hee-chan   | 26 gennaio 1996 (27 anni)   | 58    | 11   | Wolverhampton       |
| 12 | P    | Song Bum-keun    | 15 ottobre 1997 (26 anni)   | 1     | 0    | Shonan Bellmare     |
| 13 | C    | Lee Soon-min     | 22 maggio 1994 (29 anni)    | 4     | 0    | Gwangju             |
| 14 | C    | Moon Seon-min    | 9 giugno 1992 (31 anni)     | 16    | 2    | Jeonbuk Hyundai     |
| 15 | D    | Jeong Seung-hyun | 3 aprile 1994 (29 anni)     | 16    | 0    | Ulsan HD            |
| 16 | C    | Park Jin-sub     | 23 ottobre 1995 (28 anni)   | 1     | 0    | Jeonbuk Hyundai     |
| 17 | C    | Jeong Woo-yeong  | 20 settembre 1999 (24 anni) | 12    | 3    | Stoccarda           |
| 18 | C    | Lee Kang-in      | 19 febbraio 2001 (22 anni)  | 19    | 4    | Paris Saint-Germain |
| 19 | D    | Kim Young-gwon   | 27 febbraio 1990 (33 anni)  | 103   | 7    | Ulsan HD            |
| 20 | A    | Oh Hyeon-gyu     | 12 aprile 2001 (22 anni)    | 8     | 0    | Celtic              |
| 21 | P    | Jo Hyeon-woo     | 25 settembre 1991 (32 anni) | 24    | -25  | Ulsan HD            |
| 22 | D    | Seol Young-woo   | 5 dicembre 1998 (25 anni)   | 7     | 0    | Ulsan HD            |
| 23 | D    | Kim Tae-hwan     | 24 luglio 1989 (34 anni)    | 23    | 0    | Jeonbuk Hyundai     |
| 24 | D    | Kim Ju-sung      | 12 dicembre 2000 (23 anni)  | 1     | 0    | Seoul               |
| 25 | D    | Kim Ji-soo       | 24 dicembre 2004 (19 anni)  | 0     | 0    | Brentford           |
| 26 | C    | Yang Hyun-jun    | 25 maggio 2002 (21 anni)    | 1     | 0    | Celtic              |

### Malaysia
Allenatore:  Kim Pan-gon
Lista dei convocati resa nota il 19 dicembre 2023.
| N. | Pos. | Giocatore          | Data nascita (età)          | Pres. | Reti | Squadra            |
| -- | ---- | ------------------ | --------------------------- | ----- | ---- | ------------------ |
| 1  | P    | Azri Ghani         | 30 aprile 1999 (24 anni)    | 0     | 0    | Kuala Lumpur       |
| 2  | D    | Matthew Davies     | 7 febbraio 1995 (28 anni)   | 47    | 0    | Johor Darul Ta'zim |
| 3  | D    | Shahrul Saad       | 8 luglio 1993 (30 anni)     | 54    | 5    | Johor Darul Ta'zim |
| 4  | D    | Daniel Ting        | 1º dicembre 1992 (31 anni)  | 4     | 1    | Sabah              |
| 5  | D    | Syahmi Safari      | 5 febbraio 1998 (25 anni)   | 26    | 1    | Johor Darul Ta'zim |
| 6  | D    | Dominic Tan        | 12 marzo 1997 (26 anni)     | 24    | 0    | Sabah              |
| 7  | A    | Faisal Halim       | 7 gennaio 1998 (26 anni)    | 29    | 14   | Selangor           |
| 8  | C    | Stuart Wilkin      | 12 marzo 1998 (25 anni)     | 16    | 4    | Sabah              |
| 9  | A    | Darren Lok         | 14 dicembre 1990 (33 anni)  | 30    | 6    | Sabah              |
| 10 | C    | Endrick            | 7 marzo 1995 (28 anni)      | 9     | 0    | Johor Darul Ta'zim |
| 11 | A    | Safawi Rasid       | 5 marzo 1997 (26 anni)      | 58    | 20   | Johor Darul Ta'zim |
| 12 | A    | Arif Aiman Hanapi  | 4 maggio 2002 (21 anni)     | 23    | 6    | Johor Darul Ta'zim |
| 13 | A    | Mohamadou Sumareh  | 20 settembre 1994 (29 anni) | 31    | 7    | Johor Darul Ta'zim |
| 14 | C    | Syamer Kutty Abba  | 1º ottobre 1997 (26 anni)   | 32    | 1    | Johor Darul Ta'zim |
| 15 | D    | Junior Eldstål     | 16 settembre 1991 (32 anni) | 21    | 0    | Dewa Utd           |
| 16 | P    | Syihan Hazmi       | 22 febbraio 1996 (27 anni)  | 18    | 0    | Johor Darul Ta'zim |
| 17 | A    | Paulo Josué        | 13 marzo 1989 (34 anni)     | 8     | 4    | Kuala Lumpur       |
| 18 | C    | Brendan Gan        | 3 giugno 1988 (35 anni)     | 34    | 1    | Selangor           |
| 19 | A    | Akhyar Rashid      | 1º maggio 1999 (24 anni)    | 46    | 10   | Johor Darul Ta'zim |
| 20 | C    | Afiq Fazail        | 29 settembre 1994 (29 anni) | 5     | 0    | Johor Darul Ta'zim |
| 21 | D    | Dion Cools         | 4 giugno 1996 (27 anni)     | 21    | 4    | Buriram Utd        |
| 22 | D    | La'Vere Corbin-Ong | 22 aprile 1991 (32 anni)    | 31    | 4    | Johor Darul Ta'zim |
| 23 | P    | Sikh Izhan         | 22 marzo 2002 (21 anni)     | 1     | 0    | Negeri Sembilan    |
| 24 | C    | Natxo Insa         | 9 giugno 1986 (37 anni)     | 1     | 0    | Johor Darul Ta'zim |
| 25 | D    | Khuzaimi Piee      | 11 novembre 1993 (30 anni)  | 9     | 0    | Selangor           |
| 26 | A    | Romel Morales      | 23 agosto 1997 (26 anni)    | 0     | 0    | Kuala Lumpur       |

### Giordania
Allenatore:  Hussein Ammouta
Lista dei pre-convocati resa nota il 20 dicembre 2023. Lista dei convocati resa nota il 31 dicembre 2023.
| N. | Pos. | Giocatore             | Data nascita (età)         | Pres. | Reti | Squadra         |
| -- | ---- | --------------------- | -------------------------- | ----- | ---- | --------------- |
| 1  | P    | Yazid Abu Layla       | 8 gennaio 1993 (31 anni)   | 35    | 0    | Al-Jabalain     |
| 2  | D    | Mohammad Abu Hasheesh | 9 maggio 1995 (28 anni)    | 26    | 0    | Ahed            |
| 3  | D    | Abdallah Nasib        | 25 febbraio 1994 (29 anni) | 28    | 2    | Al-Hussein      |
| 4  | D    | Bara' Marei           | 15 aprile 1994 (29 anni)   | 12    | 0    | Al-Faisaly      |
| 5  | D    | Yazan Abu Arab        | 31 gennaio 1996 (27 anni)  | 50    | 1    | Al-Shorta       |
| 6  | C    | Mohannad Abu Taha     | 2 febbraio 2003 (20 anni)  | 2     | 0    | Al-Wehdat       |
| 7  | C    | Mohammad Abu Zrayq    | 30 dicembre 1997 (26 anni) | 24    | 2    | Al-Ahly Tripoli |
| 8  | C    | Noor Al-Rawabdeh      | 24 febbraio 1997 (26 anni) | 42    | 1    | Selangor        |
| 9  | A    | Ali Olwan             | 26 marzo 2000 (23 anni)    | 34    | 9    | Al-Shamal       |
| 10 | C    | Musa Al-Taamari       | 10 giugno 1997 (26 anni)   | 63    | 12   | Montpellier     |
| 11 | A    | Yazan Al-Naimat       | 4 giugno 1999 (24 anni)    | 35    | 11   | Al-Ahli Doha    |
| 12 | P    | Abdallah Al-Fakhouri  | 22 gennaio 2000 (23 anni)  | 11    | 0    | Al-Wehdat       |
| 13 | C    | Mahmoud Al-Mardi      | 6 ottobre 1993 (30 anni)   | 52    | 7    | Al-Hussein      |
| 14 | C    | Raja'i Ayed           | 25 luglio 1993 (30 anni)   | 48    | 0    | Al-Hussein      |
| 15 | C    | Ibrahim Sadeh         | 27 aprile 2000 (23 anni)   | 26    | 1    | Al-Khor         |
| 16 | D    | Feras Shelbaieh       | 27 novembre 1993 (30 anni) | 33    | 2    | Al-Wehdat       |
| 17 | D    | Salem Al-Ajalin       | 18 febbraio 1988 (35 anni) | 29    | 2    | Al-Faisaly      |
| 18 | C    | Saleh Rateb           | 18 dicembre 1994 (29 anni) | 34    | 0    | Al-Wehdat       |
| 19 | D    | Anas Bani Yaseen      | 29 novembre 1988 (35 anni) | 114   | 7    | Al-Faisaly      |
| 20 | A    | Hamza Al-Dardour      | 12 maggio 1991 (32 anni)   | 121   | 35   | Al-Hussein      |
| 21 | C    | Nizar Al-Rashdan      | 23 marzo 1999 (24 anni)    | 14    | 1    | Al-Faisaly      |
| 22 | P    | Ahmad Al-Juaidi       | 9 aprile 2001 (22 anni)    | 0     | 0    | Shabab Al-Ordon |
| 23 | D    | Ihsan Haddad          | 5 febbraio 1994 (29 anni)  | 69    | 2    | Al-Faisaly      |
| 24 | C    | Youssef Abu Jalbosh   | 15 giugno 1998 (25 anni)   | 4     | 0    | Al-Faisaly      |
| 25 | C    | Anas Al-Awadat        | 29 maggio 1998 (25 anni)   | 12    | 0    | Al-Wehdat       |
| 26 | C    | Fadi Awad             | 26 marzo 1993 (30 anni)    | 5     | 0    | PDRM            |

### Bahrein
Allenatore:  Juan Antonio Pizzi
Lista dei convocati resa nota il 31 dicembre 2023. L'8 gennaio 2024 Ahmed Bughammar è stato sostituito da Salem Hussain.
| N. | Pos. | Giocatore             | Data nascita (età)          | Pres. | Reti | Squadra        |
| -- | ---- | --------------------- | --------------------------- | ----- | ---- | -------------- |
| 1  | P    | Abdulkarim Fardan     | 25 aprile 1992 (31 anni)    | 1     | 0    | Al-Riffa       |
| 2  | D    | Amine Benadi          | 9 maggio 1993 (30 anni)     | 21    | 0    | Al-Muharraq    |
| 3  | D    | Waleed Al Hayam       | 4 novembre 1988 (35 anni)   | 104   | 0    | Al-Muharraq    |
| 4  | D    | Sayed Baqer           | 14 aprile 1994 (29 anni)    | 29    | 0    | Al-Riffa       |
| 5  | C    | Mohamed Abdulwahab    | 13 novembre 1989 (34 anni)  | 18    | 1    | Al-Najma       |
| 6  | C    | Mohammed Al-Hardan    | 6 ottobre 1997 (26 anni)    | 29    | 2    | Al-Muharraq    |
| 7  | C    | Ali Madan             | 30 novembre 1995 (28 anni)  | 83    | 11   | Ajman          |
| 8  | C    | Mohamed Marhoon       | 12 febbraio 1998 (25 anni)  | 54    | 14   | Al-Riffa       |
| 9  | A    | Abdulla Yusuf Helal   | 12 giugno 1993 (30 anni)    | 96    | 13   | Mladá Boleslav |
| 10 | C    | Kamil Al Aswad        | 8 aprile 1994 (29 anni)     | 92    | 12   | Al-Riffa       |
| 11 | C    | Ebrahim Al Khattal    | 19 settembre 2000 (23 anni) | 17    | 3    | Manama         |
| 12 | C    | Ali Hassan Isa        | 21 maggio 1999 (24 anni)    | 3     | 0    | Al-Riffa       |
| 13 | C    | Moses Atede           | 17 dicembre 1997 (26 anni)  | 3     | 0    | Kedah          |
| 14 | A    | Abdullah Al-Hashsash  | 17 agosto 1992 (31 anni)    | 8     | 2    | Al-Ahli        |
| 15 | C    | Jasim Al-Shaikh       | 1º febbraio 1996 (27 anni)  | 59    | 4    | Al-Riffa       |
| 16 | C    | Mohammed Abdul Qayoom | 4 giugno 2001 (22 anni)     | 2     | 0    | Al-Riffa       |
| 17 | D    | Salem Hussain         | 13 febbraio 2001 (22 anni)  | 0     | 0    | Al-Shabab      |
| 18 | D    | Mohammed Adel Hasan   | 20 settembre 1996 (27 anni) | 32    | 0    | Al-Khaldiya    |
| 19 | D    | Hazza Ali             | 9 giugno 1995 (28 anni)     | 6     | 0    | Al-Riffa       |
| 20 | A    | Mahdi Al-Humaidan     | 19 maggio 1993 (30 anni)    | 54    | 5    | Al-Khaldiya    |
| 21 | P    | Sayed Mohammed Jaffer | 25 agosto 1985 (38 anni)    | 161   | 0    | Al-Muharraq    |
| 22 | P    | Ebrahim Lutfalla      | 24 settembre 1992 (31 anni) | 12    | 0    | Al-Ahli        |
| 23 | D    | Abdullah Al-Khalasi   | 2 settembre 2003 (20 anni)  | 4     | 1    | Al-Muharraq    |
| 24 | C    | Jasim Khelaif         | 22 febbraio 1998 (25 anni)  | 11    | 0    | East Riffa     |
| 25 | C    | Ibrahim Al-Wali       | 12 giugno 1997 (26 anni)    | 1     | 0    | Al-Najma       |
| 26 | D    | Hussain Al-Eker       | 30 settembre 2001 (22 anni) | 1     | 0    | Al-Riffa       |

## Gruppo F

### Arabia Saudita
Allenatore:  Roberto Mancini
Lista dei pre-convocati resa nota il 30 dicembre 2023. Lista dei convocati resa nota il 2 gennaio 2024. Il 13 gennaio 2024 Nawaf Al-Aqidi, Abbas Al-Hassan e Ayman Yahya sono stati esclusi per motivi disciplinari e sostituiti con Mohammed Al-Rubaie, Mohammed Al-Breik e Talal Haji. Il 16 gennaio 2024 Fahad Al-Muwallad è stato sostituito per infortunio da Rayane Hamidou.
| N. | Pos. | Giocatore            | Data nascita (età)          | Pres. | Reti | Squadra    |
| -- | ---- | -------------------- | --------------------------- | ----- | ---- | ---------- |
| 1  | P    | Mohammed Al-Rubaie   | 14 agosto 1997 (26 anni)    | 8     | 0    | Al-Ahli    |
| 2  | D    | Fawaz Al-Sqoor       | 23 aprile 1996 (27 anni)    | 1     | 0    | Al-Shabab  |
| 3  | D    | Awn Al-Saluli        | 2 settembre 1998 (25 anni)  | 2     | 0    | Al-Taawoun |
| 4  | D    | Ali Lajami           | 25 aprile 1996 (27 anni)    | 3     | 0    | Al-Nassr   |
| 5  | D    | Ali Al-Bulaihi       | 21 novembre 1989 (34 anni)  | 45    | 0    | Al-Hilal   |
| 6  | C    | Eid Al-Muwallad      | 14 febbraio 2001 (22 anni)  | 1     | 0    | Al-Okhdood |
| 7  | C    | Mukhtar Ali          | 30 ottobre 1997 (26 anni)   | 4     | 0    | Al-Fateh   |
| 8  | C    | Abdulellah Al-Malki  | 11 ottobre 1994 (29 anni)   | 30    | 0    | Al-Hilal   |
| 9  | A    | Firas Al-Buraikan    | 14 maggio 2000 (23 anni)    | 36    | 6    | Al-Ahli    |
| 10 | A    | Salem Al-Dawsari     | 19 agosto 1991 (32 anni)    | 75    | 19   | Al-Hilal   |
| 11 | A    | Saleh Al-Shehri      | 1º novembre 1993 (30 anni)  | 27    | 11   | Al-Hilal   |
| 12 | D    | Saud Abdulhamid      | 18 luglio 1999 (24 anni)    | 29    | 1    | Al-Hilal   |
| 13 | D    | Hassan Kadesh        | 6 settembre 1992 (31 anni)  | 3     | 0    | Al-Ittihad |
| 14 | A    | Talal Haji           | 16 settembre 2007 (16 anni) | 0     | 0    | Al-Ittihad |
| 15 | C    | Abdullah Al-Khaibari | 16 agosto 1996 (27 anni)    | 18    | 0    | Al-Nassr   |
| 16 | C    | Sami Al-Najei        | 7 febbraio 1997 (26 anni)   | 17    | 2    | Al-Nassr   |
| 17 | D    | Hassan Al-Tambakti   | 9 febbraio 1999 (24 anni)   | 23    | 0    | Al-Hilal   |
| 18 | A    | Abdulrahman Ghareeb  | 31 marzo 1997 (26 anni)     | 21    | 4    | Al-Nassr   |
| 19 | D    | Rayane Hamidou       | 13 aprile 2002 (21 anni)    | 0     | 0    | Al-Ahli    |
| 20 | A    | Abdallah Radif       | 21 gennaio 2003 (20 anni)   | 6     | 0    | Al-Shabab  |
| 21 | P    | Raghed Al-Najjar     | 20 dicembre 1996 (27 anni)  | 0     | 0    | Al-Nassr   |
| 22 | P    | Ahmed Al-Kassar      | 8 maggio 1991 (32 anni)     | 0     | 0    | Al-Fayha   |
| 23 | C    | Mohamed Kanno        | 22 settembre 1994 (29 anni) | 46    | 1    | Al-Hilal   |
| 24 | C    | Nasser Al-Dawsari    | 19 dicembre 1998 (25 anni)  | 16    | 0    | Al-Hilal   |
| 25 | D    | Mohammed Al-Breik    | 15 settembre 1992 (31 anni) | 42    | 1    | Al-Hilal   |
| 26 | C    | Faisal Al-Ghamdi     | 13 agosto 2001 (22 anni)    | 4     | 0    | Al-Ittihad |

### Oman
Allenatore:  Branko Ivanković
Lista dei pre-convocati resa nota il 10 dicembre 2023. Il 19 dicembre 2023 Muhammad Al-Amiri è stato escluso per infortunio e al suo posto è stato convocato Juma Al-Habsi. Lista dei convocati resa nota il 4 gennaio 2024.
| N. | Pos. | Giocatore                | Data nascita (età)          | Pres. | Reti | Squadra        |
| -- | ---- | ------------------------ | --------------------------- | ----- | ---- | -------------- |
| 1  | P    | Ibrahim Al-Mukhaini      | 20 giugno 1997 (26 anni)    | 22    | 0    | Al-Nahda       |
| 2  | D    | Ghanim Al-Habashi        | 4 agosto 1998 (25 anni)     | 0     | 0    | Al-Nahda       |
| 3  | C    | Fahmi Durbin             | 10 ottobre 1993 (30 anni)   | 30    | 0    | Al-Nasr        |
| 4  | C    | Arshad Al-Alawi          | 12 aprile 2000 (23 anni)    | 31    | 7    | Al-Seeb        |
| 5  | D    | Juma Al-Habsi            | 28 gennaio 1996 (27 anni)   | 28    | 0    | Ibri Club      |
| 6  | D    | Ahmed Al-Khamisi         | 26 novembre 1991 (32 anni)  | 36    | 0    | Al-Seeb        |
| 7  | A    | Issam Al-Sabhi           | 1º maggio 1997 (26 anni)    | 34    | 8    | Al-Nahda       |
| 8  | A    | Zahir Al-Aghbari         | 28 maggio 1999 (24 anni)    | 33    | 0    | Al-Seeb        |
| 9  | C    | Omar Al-Malki            | 4 gennaio 1994 (30 anni)    | 14    | 4    | Al-Nahda       |
| 10 | C    | Jameel Al-Yahmadi        | 27 luglio 1996 (27 anni)    | 59    | 3    | Al-Kharitiyath |
| 11 | A    | Muhsen Al-Ghassani       | 27 marzo 1997 (26 anni)     | 46    | 8    | Al-Seeb        |
| 12 | C    | Abdullah Fawaz           | 3 ottobre 1996 (27 anni)    | 33    | 5    | Al-Nahda       |
| 13 | C    | Mataz Saleh              | 28 maggio 1996 (27 anni)    | 23    | 3    | Dhofar         |
| 14 | D    | Ahmed Al-Kaabi           | 15 settembre 1996 (27 anni) | 31    | 0    | Al-Nahda       |
| 15 | C    | Musab Al-Mamari          | 22 gennaio 2000 (23 anni)   | 12    | 0    | Al-Nasr        |
| 16 | D    | Khalid Al-Braiki         | 3 luglio 1993 (30 anni)     | 32    | 0    | Al-Shabab      |
| 17 | D    | Ali Al-Busaidi           | 21 marzo 1991 (32 anni)     | 76    | 1    | Al-Seeb        |
| 18 | P    | Faiz Al-Rushaidi         | 19 luglio 1988 (35 anni)    | 67    | 0    | Manama         |
| 19 | D    | Mahmood Al-Mushaifri     | 14 gennaio 1993 (30 anni)   | 28    | 0    | Al-Suwaiq      |
| 20 | C    | Salaah Al-Yahyaei        | 17 agosto 1998 (25 anni)    | 47    | 8    | Al-Seeb        |
| 21 | D    | Abdulaziz Al-Gheilani    | 14 maggio 1995 (28 anni)    | 14    | 0    | Al-Nahda       |
| 22 | P    | Ahmed Al-Rawahi          | 5 maggio 1994 (29 anni)     | 5     | 0    | Al-Seeb        |
| 23 | C    | Harib Al-Saadi           | 1º febbraio 1990 (33 anni)  | 78    | 1    | Al-Nahda       |
| 24 | C    | Tamim Al-Balushi         | 3 novembre 1999 (24 anni)   | 3     | 0    | Al-Seeb        |
| 25 | A    | Abdullah Al-Mushaifri    | 27 novembre 2001 (22 anni)  | 0     | 0    | Dhofar         |
| 26 | A    | Abdulrahman Al-Mushaifri | 28 novembre 1997 (26 anni)  | 5     | 0    | Al-Seeb        |

### Kirghizistan
Allenatore:  Štefan Tarkovič
Lista dei pre-convocati resa nota il 1º dicembre 2023. Il 25 dicembre 2023 Azim Azarov viene convocato. Il 30 dicembre 2023 Erbol Atabaev è stato escluso per infortunio. Lista dei convocati resa nota il 4 gennaio 2024. Il 16 gennaio 2024 Kurmanbek Nurlanbekov è stato sostituito da Alimardon Şükürov; in seguito a questa sostituzione, il numero di maglia di Adil Kadyrzhanov cambia da 22 a 4 e Shukurov prende il numero 22.
| N. | Pos. | Giocatore             | Data nascita (età)          | Pres. | Reti | Squadra           |
| -- | ---- | --------------------- | --------------------------- | ----- | ---- | ----------------- |
| 1  | P    | Eržan Tokotaev        | 17 luglio 2000 (23 anni)    | 18    | 0    | Şanlıurfaspor     |
| 2  | D    | Khristiyan Brauzman   | 15 agosto 2003 (20 anni)    | 13    | 0    | Abdyš-Ata Kant    |
| 3  | D    | Tamirlan Kozubaev     | 1º luglio 1994 (29 anni)    | 48    | 2    | Eastern           |
| 4  | C    | Adil Kadyrzhanov      | 14 luglio 2000 (23 anni)    | 1     | 0    | Dordoj Biškek     |
| 5  | D    | Aizar Akmatov         | 24 agosto 1998 (25 anni)    | 21    | 1    | Abdyš-Ata Kant    |
| 6  | D    | Amantur Shamurzaev    | 25 gennaio 2000 (23 anni)   | 0     | 0    | Alaj Oš           |
| 7  | A    | Joel Kojo             | 21 agosto 1998 (25 anni)    | 8     | 2    | Dinamo Samarcanda |
| 8  | C    | Azim Azarov           | 20 settembre 1996 (27 anni) | 6     | 1    | Abdyš-Ata Kant    |
| 9  | A    | Ernist Batyrkanov     | 21 febbraio 1998 (25 anni)  | 27    | 3    | Abdyš-Ata Kant    |
| 10 | C    | Gulžigit Alykulov     | 25 novembre 2000 (23 anni)  | 27    | 4    | Nëman             |
| 11 | D    | Bekzhan Sagynbaev     | 11 settembre 1994 (29 anni) | 35    | 4    | Dordoj Biškek     |
| 12 | C    | Odiljon Abdurakhmanov | 18 marzo 1996 (27 anni)     | 34    | 2    | Maqtaaral         |
| 13 | P    | Sultan Chomoev        | 20 gennaio 2003 (20 anni)   | 0     | 0    | Dordoj Biškek     |
| 14 | D    | Aleksandr Miščenko    | 30 luglio 1997 (26 anni)    | 15    | 0    | Dordoj Biškek     |
| 15 | C    | Kai Merk              | 28 agosto 1998 (25 anni)    | 7     | 1    | UT Pétange        |
| 16 | P    | Marsel Islamkulov     | 18 aprile 1994 (29 anni)    | 1     | 0    | Abdyš-Ata Kant    |
| 17 | D    | Suyuntbek Mamyraliev  | 7 gennaio 1998 (26 anni)    | 8     | 0    | Dordoj Biškek     |
| 18 | D    | Kajrat Žyrgalbek uulu | 13 giugno 1993 (30 anni)    | 65    | 4    | Abdyš-Ata Kant    |
| 19 | C    | Beknaz Almazbekov     | 23 giugno 2005 (18 anni)    | 4     | 0    | Galatasaray       |
| 20 | D    | Bakhtiyar Duyshobekov | 3 giugno 1995 (28 anni)     | 41    | 3    | Muras Junajted    |
| 21 | C    | Farhat Musabekov      | 3 gennaio 1994 (30 anni)    | 55    | 2    | Abdyš-Ata Kant    |
| 22 | C    | Alimardon Şükürov     | 28 settembre 1999 (24 anni) | 28    | 5    | Nëman             |
| 23 | C    | Nurdoolot Stalbekov   | 13 settembre 2001 (22 anni) | 1     | 0    | Alaj Oš           |
| 24 | C    | Kimi Merk             | 6 luglio 2004 (19 anni)     | 3     | 0    | Paxtakor          |
| 25 | A    | Dastanbek Toktosunov  | 2 settembre 2002 (21 anni)  | 2     | 0    | Neftči Kočkor-Ata |
| 26 | C    | Atay Dzhumashev       | 15 settembre 1998 (25 anni) | 4     | 0    | Abdyš-Ata Kant    |

### Thailandia
Allenatore:  Masatada Ishii
Lista dei convocati resa nota il 3 gennaio 2024. Il 7 gennaio 2024 Ekanit Panya ha rifiutato al convocazione ed è stato sostituito da Picha Autra.
| N. | Pos. | Giocatore                     | Data nascita (età)          | Pres. | Reti | Squadra           |
| -- | ---- | ----------------------------- | --------------------------- | ----- | ---- | ----------------- |
| 1  | P    | Siwarak Tedsungnoen           | 20 aprile 1984 (39 anni)    | 33    | 0    | Buriram Utd       |
| 2  | D    | Santiphap Channgom            | 23 settembre 1996 (27 anni) | 2     | 0    | BG Pathum Utd     |
| 3  | D    | Theerathon Bunmathan          | 6 febbraio 1990 (33 anni)   | 90    | 7    | Buriram Utd       |
| 4  | D    | Elias Dolah                   | 24 aprile 1993 (30 anni)    | 13    | 1    | Bali Utd          |
| 5  | C    | Kritsada Kaman                | 18 marzo 1999 (24 anni)     | 31    | 0    | BG Pathum Utd     |
| 6  | C    | Sarach Yooyen                 | 30 maggio 1992 (31 anni)    | 75    | 6    | BG Pathum Utd     |
| 7  | C    | Supachok Sarachat             | 22 maggio 1998 (25 anni)    | 29    | 7    | Consadole Sapporo |
| 8  | C    | Picha Autra                   | 7 gennaio 1996 (28 anni)    | 8     | 0    | Muangthong Utd    |
| 9  | A    | Supachai Jaided               | 1º dicembre 1998 (25 anni)  | 31    | 5    | Buriram Utd       |
| 10 | A    | Suphanat Mueanta              | 2 agosto 2002 (21 anni)     | 14    | 6    | OH Lovanio        |
| 11 | C    | Bordin Phala                  | 20 dicembre 1994 (29 anni)  | 39    | 6    | Port              |
| 12 | D    | Nicholas Mickelson            | 24 luglio 1999 (24 anni)    | 7     | 1    | Odense            |
| 13 | C    | Jaroensak Wonggorn            | 18 maggio 1997 (26 anni)    | 8     | 0    | Muangthong Utd    |
| 14 | C    | Rungrath Poomchantuek         | 17 maggio 1992 (31 anni)    | 5     | 0    | Bangkok Utd       |
| 15 | A    | Teerasak Poeiphimai           | 21 settembre 2002 (21 anni) | 7     | 0    | Port              |
| 16 | D    | Jakkapan Praisuwan            | 16 agosto 1994 (29 anni)    | 11    | 1    | BG Pathum Utd     |
| 17 | D    | Pansa Hemviboon               | 8 luglio 1990 (33 anni)     | 41    | 6    | Buriram Utd       |
| 18 | C    | Weerathep Pomphan             | 19 settembre 1996 (27 anni) | 25    | 0    | Muangthong Utd    |
| 19 | C    | Pathompol Charoenrattanapirom | 21 aprile 1994 (29 anni)    | 20    | 1    | Port              |
| 20 | P    | Saranon Anuin                 | 24 marzo 1994 (29 anni)     | 0     | 0    | Chiangrai Utd     |
| 21 | D    | Suphanan Bureerat             | 10 ottobre 1993 (30 anni)   | 16    | 1    | Port              |
| 22 | C    | Channarong Promsrikaew        | 17 aprile 2001 (22 anni)    | 12    | 1    | Chonburi          |
| 23 | P    | Patiwat Khammai               | 24 dicembre 1994 (29 anni)  | 6     | 0    | Bangkok Utd       |
| 24 | C    | Worachit Kanitsribampen       | 24 agosto 1997 (26 anni)    | 14    | 2    | Port              |
| 25 | C    | Peeradon Chamratsamee         | 15 settembre 1992 (31 anni) | 17    | 2    | Buriram Utd       |
| 26 | D    | Suphan Thongsong              | 26 agosto 1994 (29 anni)    | 12    | 0    | Bangkok Utd       |